# Ársaces I da Armênia
Ársaces I da Armênia (português brasileiro) ou Ársaces I da Arménia (português europeu) foi filho de Artabano II da Pártia e um governante da Armênia do período dividido entre o Império Romano e o Império Parta, tendo governado sob o protetorado romano entre o ano 34 e o ano 35. Foi antecedido no governo por Artaxias III e foi sucedido por Orodes da Armênia.